# Heimersdorf (Francja)
Heimersdorf – miejscowość i gmina we Francji, w regionie Grand Est, w departamencie Górny Ren.
Według danych na rok 1990 gminę zamieszkiwały 573 osoby, 75 os./km².